# Лаков Прес
Издателство Лаков Прес е частно издателство в България, основано през 1990 година.
Сред книгите, издадени от Лаков Прес, са няколко книги на швейцарския психолог проф. Валдо Бернаскони:
- „Човекът в чекмеджета“, Изд. IRC – Press, 1996, Лаков Прес, София, 1999
- „Анорексия, булимия и затлъстяване от хиперфагия“, Лаков Прес, 2001
- „Невроза на властта“, Лаков прес, София 2002
- „Неорайхиански теории“, Лаков прес, 2004

Сред българските автори на издателството е политикът от НДСВ Кирил Милчев.